# Tano Bonnín
Cayetano Bartolomé Bonnín Vásquez, detto Tano (Palma di Maiorca, 30 giugno 1990), è un calciatore spagnolo naturalizzato dominicano, difensore del Barletta e della nazionale dominicana.

## Carriera

### Club
Nato a Palma di Maiorca, Bonnín è un prodotto delle giovanili del Maiorca, per le quali gioca in due occasioni distinte totalizzando undici anni di permanenza. Debutta per il Maiorca B nella stagione 2009-2010, prima di essere mandato in prestito al Real Jaén.
Nell'estate del 2010 viene acquistato dal Real Madrid e inizialmente mandato nella squadra filiale del club madrileno. Viene infine aggregato al Real Madrid C, militante in Tercera División, dove continua a fare esperienza prima di trasferirsi al Valencia Mestalla.
Il 3 settembre 2013 firma per il Noja ma non gli viene consentito di giocare e dopo solamente un mese passa al Villarreal C.
L'8 luglio 2015 si unisce all'Osasuna, allora militante in seconda divisione. Esordisce con la nuova maglia il 30 agosto seguente, subentrando al compagno di squadra Miguel Flaño in una vittoria per 1-0 contro il Mirandés. Impiegato con regolarità, termina la stagione con trenta presenze e contribuisce al ritorno dei rojillos in prima divisione.
La sua prima apparizione ne La Liga avviene il 10 settembre 2016, in occasione di una sconfitta per 2-5 contro il Real Madrid che vede tra l'altro l'espulsione del giocatore dominicano. L'11 gennaio seguente, nella gara di ritorno contro i blancos, subisce una doppia frattura (tibia e perone) della gamba destra a seguito di uno scontro con il centrocampista offensivo Isco.
Il 19 gennaio 2024, trova l'accordo con il Brindisi, militante in serie C, tornando così in Italia dopo l'esperienza con la Vibonese.

### Nazionale
Di madre dominicana, compie il suo debutto per la nazionale dominicana il 24 marzo 2013, in occasione di una vittoria per 3-1 contro lo Haiti.

## Statistiche

### Presenze e reti nei club
Statistiche aggiornate al 22 ottobre 2024.
| Stagione                 | Squadra                  | Campionato               | Campionato | Campionato | Coppe nazionali | Coppe nazionali | Coppe nazionali | Coppe continentali | Coppe continentali | Coppe continentali | Altre coppe | Altre coppe | Altre coppe | Totale | Totale |
| Stagione                 | Squadra                  | Comp                     | Pres       | Reti       | Comp            | Pres            | Reti            | Comp               | Pres               | Reti               | Comp        | Pres        | Reti        | Pres   | Reti   |
| ------------------------ | ------------------------ | ------------------------ | ---------- | ---------- | --------------- | --------------- | --------------- | ------------------ | ------------------ | ------------------ | ----------- | ----------- | ----------- | ------ | ------ |
| 2009-gen. 2010           | Maiorca B                | SDB                      | 1          | 0          | -               | -               | -               | -                  | -                  | -                  | -           | -           | -           | 1      | 0      |
| gen.-giu. 2010           | Real Jaén                | SDB                      | 8+1        | 2          | CR              | -               | -               | -                  | -                  | -                  | -           | -           | -           | 9      | 2      |
| 2010-2011                | Real Madrid C            | TD                       | 27         | 0          | -               | -               | -               | -                  | -                  | -                  | -           | -           | -           | 27     | 0      |
| 2011-2012                | Valencia Mestalla        | SDB                      | 25         | 0          | -               | -               | -               | -                  | -                  | -                  | -           | -           | -           | 25     | 0      |
| 2012-2013                | Valencia Mestalla        | SDB                      | 33         | 0          | -               | -               | -               | -                  | -                  | -                  | -           | -           | -           | 33     | 0      |
| Totale Valencia Mestalla | Totale Valencia Mestalla | Totale Valencia Mestalla | 58         | 0          |                 | -               | -               |                    | -                  | -                  |             | -           | -           | 58     | 0      |
| 2013-2014                | Villarreal C             | TD                       | 22         | 2          | -               | -               | -               | -                  | -                  | -                  | -           | -           | -           | 22     | 2      |
| 2014-2015                | Villarreal B             | SDB                      | 31         | 1          | -               | -               | -               | -                  | -                  | -                  | -           | -           | -           | 31     | 1      |
| 2015-2016                | Osasuna                  | SD                       | 26+4       | 0          | CR              | 1               | 0               | -                  | -                  | -                  | -           | -           | -           | 31     | 0      |
| 2016-2017                | Osasuna                  | PD                       | 11         | 0          | CR              | 2               | 0               | -                  | -                  | -                  | -           | -           | -           | 13     | 0      |
| 2017-2018                | Osasuna                  | SD                       | 3          | 0          | CR              | 0               | 0               | -                  | -                  | -                  | -           | -           | -           | 3      | 0      |
| Totale Osasuna           | Totale Osasuna           | Totale Osasuna           | 40+4       | 0          |                 | 3               | 0               |                    | -                  | -                  |             | -           | -           | 47     | 0      |
| 2018-2019                | Lleida Esportiu          | SDB                      | 27         | 0          | CR              | 1               | 0               | -                  | -                  | -                  | -           | -           | -           | 28     | 0      |
| 2019-2020                | Rapid Bucarest           | L2                       | 8+5        | 0          | CR              | 1               | 0               | -                  | -                  | -                  | -           | -           | -           | 14     | 0      |
| 2020-2021                | Hércules                 | SDB                      | 17+5       | 0          | CR              | 0               | 0               | -                  | -                  | -                  | -           | -           | -           | 22     | 0      |
| 2021-2022                | Hércules                 | SDR                      | 24         | 0          | CR              | 0               | 0               | -                  | -                  | -                  | -           | -           | -           | 24     | 0      |
| Totale Hércules          | Totale Hércules          | Totale Hércules          | 41+5       | 0          |                 | 0               | 0               |                    | -                  | -                  |             | -           | -           | 46     | 0      |
| 2022-2023                | Vibonese                 | D                        | 32         | 1          | CI-D            | 0               | 0               | -                  | -                  | -                  | -           | -           | -           | 32     | 1      |
| 2023-gen. 2024           | Linares Deportivo        | PDR                      | 4          | 0          | CR              | 1               | 0               | -                  | -                  | -                  | -           | -           | -           | 5      | 0      |
| gen.-giu. 2024           | Brindisi                 | C                        | 13         | 1          | CI-C            | -               | -               | -                  | -                  | -                  | -           | -           | -           | 13     | 1      |
| 2024-2025                | Fidelis Andria           | D                        | 5          | 0          | CI-D            | 0               | 0               | -                  | -                  | -                  | -           | -           | -           | 5      | 0      |
| Totale carriera          | Totale carriera          | Totale carriera          | 332        | 7          |                 | 6               | 0               |                    | -                  | -                  |             | -           | -           | 338    | 7      |

### Cronologia presenze e reti in nazionale
| Cronologia completa delle presenze e delle reti in nazionale ― Rep. Dominicana | Cronologia completa delle presenze e delle reti in nazionale ― Rep. Dominicana | Cronologia completa delle presenze e delle reti in nazionale ― Rep. Dominicana | Cronologia completa delle presenze e delle reti in nazionale ― Rep. Dominicana | Cronologia completa delle presenze e delle reti in nazionale ― Rep. Dominicana | Cronologia completa delle presenze e delle reti in nazionale ― Rep. Dominicana | Cronologia completa delle presenze e delle reti in nazionale ― Rep. Dominicana | Cronologia completa delle presenze e delle reti in nazionale ― Rep. Dominicana |
| Data                                                                           | Città                                                                          | In casa                                                                        | Risultato                                                                      | Ospiti                                                                         | Competizione                                                                   | Reti                                                                           | Note                                                                           |
| ------------------------------------------------------------------------------ | ------------------------------------------------------------------------------ | ------------------------------------------------------------------------------ | ------------------------------------------------------------------------------ | ------------------------------------------------------------------------------ | ------------------------------------------------------------------------------ | ------------------------------------------------------------------------------ | ------------------------------------------------------------------------------ |
| 24-3-2013                                                                      | San Cristóbal                                                                  | Rep. Dominicana                                                                | 3 – 1                                                                          | Haiti                                                                          | Amichevole                                                                     | -                                                                              | 90’                                                                            |
| 14-8-2013                                                                      | Santo Domingo                                                                  | Rep. Dominicana                                                                | 0 – 4                                                                          | Costa Rica                                                                     | Amichevole                                                                     | -                                                                              |                                                                                |
| 3-9-2014                                                                       | Saint John's                                                                   | Rep. Dominicana                                                                | 0 – 1                                                                          | Saint Vincent e Grenadine                                                      | Qual. Coppa dei Caraibi 2014                                                   | -                                                                              |                                                                                |
| 5-9-2014                                                                       | Saint John's                                                                   | Antigua e Barbuda                                                              | 2 – 1                                                                          | Rep. Dominicana                                                                | Qual. Coppa dei Caraibi 2014                                                   | -                                                                              | 20’                                                                            |
| 7-9-2014                                                                       | Saint John's                                                                   | Anguilla                                                                       | 0 – 10                                                                         | Rep. Dominicana                                                                | Qual. Coppa dei Caraibi 2014                                                   | -                                                                              | 46’                                                                            |
| 30-8-2016                                                                      | Bayamón                                                                        | Porto Rico                                                                     | 0 – 1                                                                          | Rep. Dominicana                                                                | Amichevole                                                                     | -                                                                              | 84’                                                                            |
| 5-10-2016                                                                      | Couva                                                                          | Trinidad e Tobago                                                              | 4 – 0                                                                          | Rep. Dominicana                                                                | Qual. Coppa dei Caraibi 2017                                                   | -                                                                              |                                                                                |
| 8-10-2016                                                                      | San Cristóbal                                                                  | Rep. Dominicana                                                                | 1 – 2                                                                          | Martinica                                                                      | Qual. Coppa dei Caraibi 2017                                                   | -                                                                              |                                                                                |
| 22-3-2018                                                                      | Santo Domingo                                                                  | Rep. Dominicana                                                                | 4 – 0                                                                          | Turks e Caicos                                                                 | Amichevole                                                                     | -                                                                              | Cap.                                                                           |
| 25-3-2018                                                                      | Santiago de los Caballeros                                                     | Rep. Dominicana                                                                | 2 – 1                                                                          | Saint Kitts e Nevis                                                            | Amichevole                                                                     | -                                                                              | Cap.                                                                           |
| 9-9-2018                                                                       | Willemstad                                                                     | Bonaire                                                                        | 0 – 5                                                                          | Rep. Dominicana                                                                | Qual. CONCACAF Nations League 2019-2020                                        | -                                                                              | Cap.                                                                           |
| 12-10-2018                                                                     | Santiago de los Caballeros                                                     | Rep. Dominicana                                                                | 3 – 0                                                                          | Isole Cayman                                                                   | Qual. CONCACAF Nations League 2019-2020                                        | 1                                                                              | Cap.                                                                           |
| 17-11-2018                                                                     | L'Avana                                                                        | Cuba                                                                           | 1 – 0                                                                          | Rep. Dominicana                                                                | Qual. CONCACAF Nations League 2019-2020                                        | -                                                                              | Cap.                                                                           |
| 24-3-2019                                                                      | Santiago de los Caballeros                                                     | Rep. Dominicana                                                                | 1 – 3                                                                          | Bermuda                                                                        | Qual. CONCACAF Nations League 2019-2020                                        | -                                                                              | Cap.                                                                           |
| 25-3-2021                                                                      | Santo Domingo                                                                  | Rep. Dominicana                                                                | 1 – 0                                                                          | Dominica                                                                       | Qual. Mondiali 2022                                                            | -                                                                              | Cap.                                                                           |
| 4-6-2021                                                                       | Santo Domingo                                                                  | Rep. Dominicana                                                                | 1 – 1                                                                          | Barbados                                                                       | Qual. Mondiali 2022                                                            | -                                                                              | Cap.                                                                           |
| 8-6-2021                                                                       | Panama                                                                         | Panama                                                                         | 3 – 0                                                                          | Rep. Dominicana                                                                | Qual. Mondiali 2022                                                            | -                                                                              | Cap. 70’                                                                       |
| 2-6-2022                                                                       | Belmopan                                                                       | Belize                                                                         | 0 – 2                                                                          | Rep. Dominicana                                                                | CONCACAF Nations League 2022-2023 - 1º turno                                   | -                                                                              | Cap.                                                                           |
| 10-6-2022                                                                      | Santo Domingo                                                                  | Rep. Dominicana                                                                | 1 – 1                                                                          | Guatemala                                                                      | CONCACAF Nations League 2022-2023 - 1º turno                                   | -                                                                              | Cap.                                                                           |
| 13-6-2022                                                                      | Città del Guatemala                                                            | Guatemala                                                                      | 2 – 0                                                                          | Rep. Dominicana                                                                | CONCACAF Nations League 2022-2023 - 1º turno                                   | -                                                                              | Cap.                                                                           |
| Totale                                                                         |                                                                                | Presenze                                                                       | 20                                                                             |                                                                                | Reti                                                                           | 1                                                                              |                                                                                |